# Joannesia
Joannesia é um género botânico pertencente à família Euphorbiaceae.

## Espécies
- Joannesia heveoides
- Joannesia insignis
- Joannesia insolita
- Joannesia princeps

## Nome e referências
Joannesia Vell.